# Mistrzostwa Europy w Piłce Nożnej Kobiet 2025 (eliminacje)/Grupa C5
W Grupie C5 eliminacji Mistrzostw Europy w Piłce Nożnej Kobiet 2025 brały udział następujące zespoły:
- Albania
- Estonia
- Luksemburg

## Tabela
| Lp. | Drużyna    | M | Mecze | Mecze | Mecze | Bramki | Bramki | Bramki | Pkt |
| Lp. | Drużyna    | M | W     | R     | P     | +      | −      | +/−    | Pkt |
| --- | ---------- | - | ----- | ----- | ----- | ------ | ------ | ------ | --- |
| 1.  | Albania    | 4 | 3     | 0     | 1     | 8      | 4      | +4     | 9   |
| 2.  | Luksemburg | 4 | 1     | 2     | 1     | 5      | 6      | −1     | 5   |
| 3.  | Estonia    | 4 | 0     | 2     | 2     | 3      | 6      | −3     | 2   |

## Wyniki
| 5 kwietnia 2024 19:30 CEST | Luksemburg · Schmit 68' · Thompson 87' | 2:1(0:1)Raport | Albania · 43' Gjini | Stade Émile Mayrisch, Esch-sur-Alzette Sędzia: Marina Zechner |
|                            |                                        |                |                     |                                                               |

| 9 kwietnia 2024 20:00 CEST | Albania · Berisha 31' · Maksuti 90+3' | 2:0(1:0)Raport | Estonia | Arena Kombëtare, Tirana Sędzia: Anastasiya Romanyuk |
|                            |                                       |                |         |                                                     |

| 31 maja 2024 17:00 CEST | Estonia · Himanen 17' | 1:2(1:1)Raport | Albania · 7' Berisha · 90+2' Krasniqi | A. Le Coq Arena, Tallinn Sędzia: Tatyana Sorokopudova |
|                         |                       |                |                                       |                                                       |

| 4 czerwca 2024 18:00 CEST | Albania · Doci 29' (k) · Krasniqi 45+2' · Berisha 46' | 3:1(2:0)Raport | Luksemburg · 90+1' Kremer | Stadiumi Ruzhdi Bizhuta, Elbasan Sędzia: Melek Dakan |
|                           |                                                       |                |                           |                                                      |

| 12 lipca 2024 19:30 CEST | Luksemburg · Miller 48' | 1:1(0:0)Raport | Estonia · 53' Tammik | Stade Émile Mayrisch, Esch-sur-Alzette Sędzia: Tjaša Misja |
|                          |                         |                |                      |                                                            |

| 16 lipca 2024 CEST | Estonia · Teern 49' | 1:1(0:1)Raport | Luksemburg · 18' Thompson | Tamme staadion, Tartu Sędzia: Teona Sturua |
|                    |                     |                |                           |                                            |

## Strzelczynie

### 3 gole
- Fortesa Berisha

### 2 gole
- Qendresa Krasniqi
- Amy Thompson

### 1 gol
- Megi Doci
- Luçije Gjini
- Kristina Maksuti
- Kairi Himanen
- Lisette Tammik
- Kristina Teern
- Charlotte Schmit
- Emma Kremer
- Laura Miller